# 白局
南京白局是南京地区的古代曲种，有700多年的历史，2007年被列为江苏省非物质文化遗产，2008年6月7日被列为国家级非物质文化遗产。因其曲种收调众多，唱腔丰富多彩，所以又有百曲之称，起源于六合乡村，成长于市区织锦机房，以江苏小调为基础，揉进秦淮歌妓弹唱曲调，唱腔丰富多彩。白局大致形成于元代，所用语言为南京白话。

## 历史渊源
清乾、嘉年间、南京白局出生于南京的织锦行业。明清时期南京织锦工业发达，城南的织锦工人有20万之众，白局伴随云锦制造业的兴起而兴起，并发展至市区街巷，遍及秦淮沿岸。织锦工人一边繁重的体力劳动一边操作一边说唱，消除疲劳，表达感情。因此，产生了自己享受的演出形式。“白局”一词，是因为演唱的人不收取报酬，“白唱一局”，所以叫“白局”。又因源自南京，故名“南京白局”。民国以后衰落，1960年曾成立南京市白局剧团，后来解散。

## 演出形式

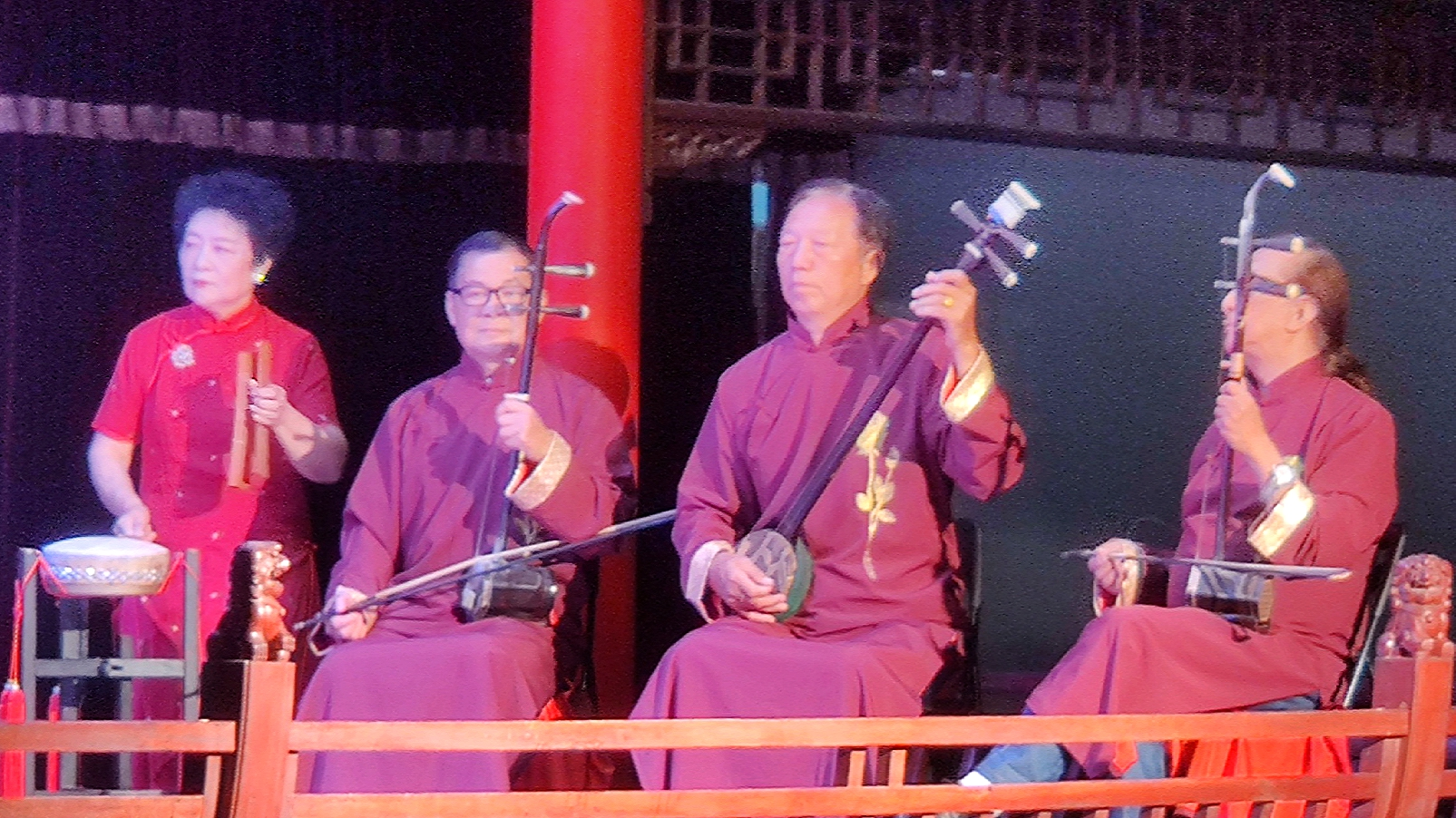
白局的伴奏乐队

白局等于相声。通常1~2人，最多3~5人，演出内容涉及金陵美景、秦淮食物、历史传说、节日民俗、方言俚语等南京人生活的方方面面。一般是两人一唱一和，说说身边的生活，讲稀奇古怪的事情，也唱些南北小调，倾吐心中的郁闷，抒发情感。一般来说，南京白局的歌曲只有一段，原则上只使用一个曲目。